# Маліук (комуна)
Маліук (рум. Maliuc) — комуна у повіті Тулча в Румунії. До складу комуни входять такі села (дані про населення за 2002 рік):
- Ілганій-де-Сус (62 особи)
- Вултуру (70 осіб)
- Горгова (147 осіб)
- Маліук (298 осіб)
- Партізань (483 особи)

Комуна розташована на відстані 251 км на схід від Бухареста, 23 км на схід від Тулчі, 117 км на північ від Констанци, 88 км на схід від Галаца.

## Населення
За даними перепису населення 2002 року у комуні проживали 1060 осіб.
Національний склад населення комуни:
| Національність   | Кількість осіб | Відсоток |
| ---------------- | -------------- | -------- |
| румуни           | 1012           | 95,5%    |
| росіяни-липовани | 41             | 3,9%     |
| українці         | 5              | 0,5%     |
| турки            | 1              | 0,1%     |
| греки            | 1              | 0,1%     |

Рідною мовою назвали:
| Мова       | Кількість осіб | Відсоток |
| ---------- | -------------- | -------- |
| румунська  | 1033           | 97,5%    |
| російська  | 23             | 2,2%     |
| українська | 3              | 0,3%     |
| турецька   | 1              | 0,1%     |

Склад населення комуни за віросповіданням:
| Релігія       | Кількість осіб | Відсоток |
| ------------- | -------------- | -------- |
| православні   | 1041           | 98,2%    |
| римо-католики | 12             | 1,1%     |
| баптисти      | 3              | 0,3%     |
| старообрядці  | 2              | 0,2%     |
| реформати     | 1              | 0,1%     |
| мусульмани    | 1              | 0,1%     |